# Tiské stěny
Tiské stěny jsou pískovcové skalní město a přírodní památka poblíž obce Tisé v okrese Ústí nad Labem. Jsou ojedinělé svou rozlohou i rozličností skalních útvarů. Obec Tisá se nalézá blízko hraničního přechodu Petrovice na česko-saské hranici. Dopravně jde o lehce dostupnou lokalitu, protože poblíž vede dálniční koridor Praha–Drážďany. Oběma částmi skalního města je vedena naučná stezka Tiské stěny.

## Lokalizace a popis
Tiské stěny leží v nejzápadnější části Labských pískovců, v blízkosti národního parku České Švýcarsko. Nejvyšší bod Tiských stěn dosahuje nadmořské výšky 613 metrů, jednotlivé vrcholky se tyčí do výše 70 metrů. Díky výskytu zajímavých druhů ptáků - poštolky obecné (Falco tinnunculus), sokola stěhovavého (Falco peregrinus) i jiných živočichů například plcha velkého (Glis glis) byly Tiské stěny navrženy jako ptačí oblast do soustavy Natura 2000.

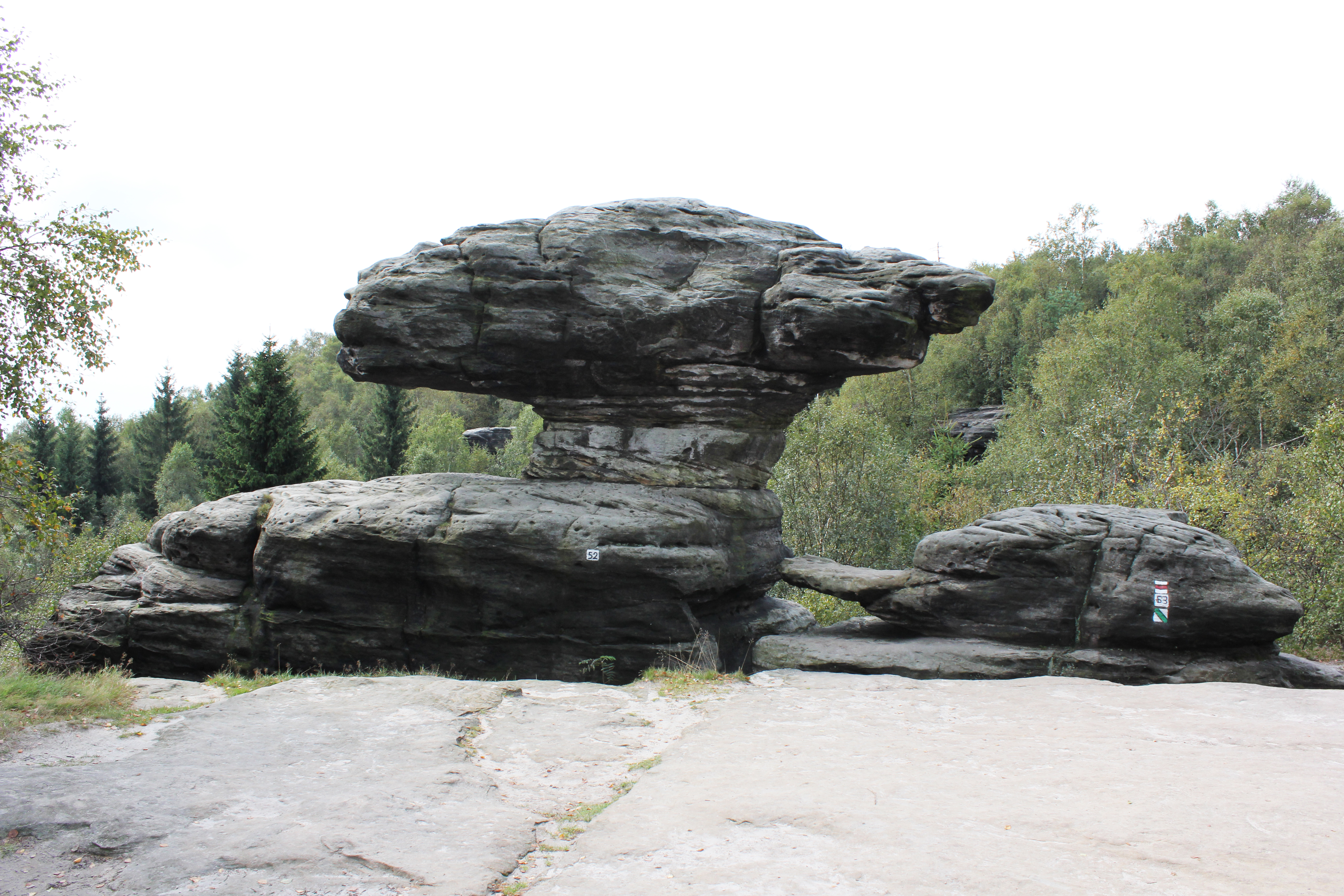
Útvary Skalní hřib a Želva

Stejně jako celé Labské pískovce, i Tiské stěny vznikly přibližně před 85–100 miliony let v období druhohor na dně moře. Postupně se tu uložilo několik vrstev písčitých usazenin, pískovce vznikly jejich následným zpevněním. Skalní města a skalní věže jsou pak výsledkem erozní činnosti větru, Slunce, stromů a deště. Erozní činnost začala krajinu přetvářet po ústupu moře.
Vedle dalších vlivů je dále nutné připomenout sopečnou činnost, která „rozlámala původně souvislé tabule a kry“, místy byly pískovce zpevněny sopečnými výlevy. Výsledkem dlouhého vývoje je skalní město s nesčetným množstvím spár, puklin, dutin, výklenků, tunelů. Zvětráváním se všechny druhy dutin pomalu rozšiřují a pískovcová hornina je zvolna odplavována.
Ve své knize Chvály Zadní země popsal Miloslav Nevrlý Tiské stěny jako „miniaturní labyrint, krásný jak skalní loutkové divadlo.“ Průvodce po Děčínsku doporučuje Tiské stěny jako „ráj turistů i horolezců“ a dodává: „Pokud projdete oba nabízené prohlídkové okruhy, podnítíte svou fantazii při hledání různých skalních útvarů podle zajímavých názvů.“
Do skalního masivu Tiských stěn patří též rozsáhlá pískovcová plošina zvaná "Nad stěnami" (623 m.), ze které jsou výhledy směrem na jihovýchod až jihozápad (na obce Libouchec a Jílové).

## Historie

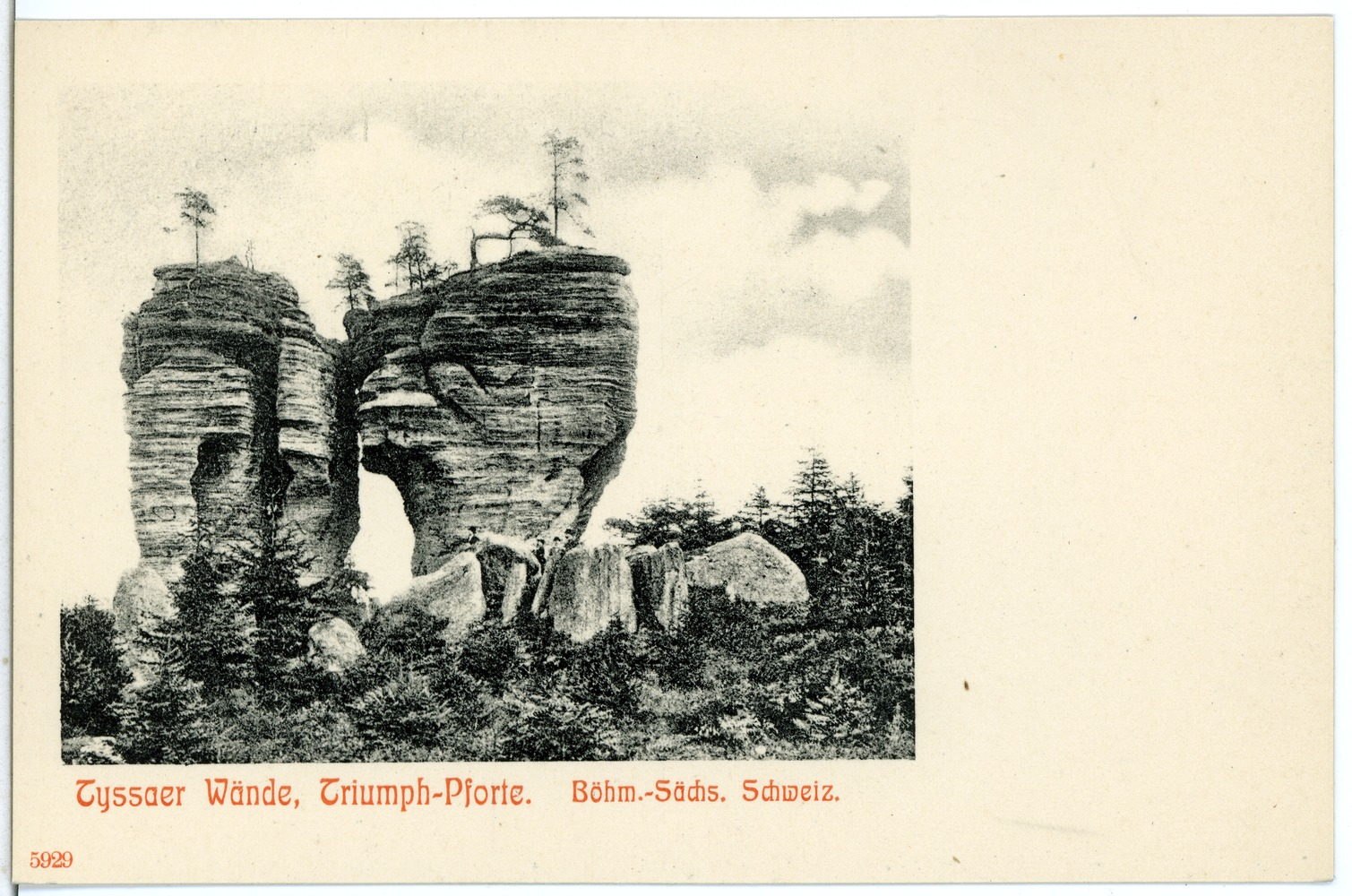
Pohlednice z roku 1905

Až do rozkvětu pěší turistiky na konci 18. století byly Tiské stěny opředeny závojem legend, mýtů a pověstí. Místní usedlíci věřili, že (vzhledem k jejich pitoresknosti) skalní útvary jsou výtvory ďábla. Do celé oblasti se proto báli vkročit. Svůj postoj přehodnotili, když do Tiských stěn začali pronikat turisté, a na pískovcovém městu začali záhy vydělávat. Za první návštěvníky Tiských stěn tak můžeme považovat především básníky, šlechtice, malíře či vědce“. Brzy začaly vznikat hostince, turistické stezky. Po jisté době se můžeme setkat i s prvními turistickými průvodci jako je Průvodce po Českém Švýcarsku (Führer durch die Böhmische Schweiz) od Ferdinanda Náhlíka z roku 1864.
O historii Tiských stěn se můžeme dočíst, že některým skalním útvarům přisoudila lidská fantazie – zejména v období romantismu v 19. století – konkrétní podoby a názvy; již v průvodci z roku 1829 byly vyobrazeny skály pojmenované Starosta a Doktor (dosud útvary velkých stěn č. 16 a 17). Zprvu těžko průchodný a orientačně náročný terén (do roku 1918 byl zakázán vstup bez místního průvodce) byl postupně upravován a turisticky zpřístupněn.“

## Spor o vstupné
Podle MF Dnes se nejméně od 60. let 20. století za vstup do skal platí vstupné. O zvýšení vstupného na 30 Kč pro dospělého a 15 Kč pro dítě rozhodlo zastupitelstvo obce v roce 2006 usneseními číslo 475/06 a 476/06, přičemž pro zvýšení vstupného do skal podle zápisu bylo z 8 přítomných 7 pro a 1 proti, v následujícím hlasování o zvýšení vstupného pro horolezce bylo při prvním hlasování ze 8 přítomných 4 pro a 4 proti, při opakovaném hlasování 6 pro, 1 proti a 1 se zdržel. Usnesení neobsahuje přímý odkaz na dřívější rozhodnutí o placení vstupného ani zmínku o právním důvodu k jeho vybírání, neobsahuje ani bližší podmínky placení vstupného, například vymezení zpoplatněné oblasti nebo přesnější vymezení nároků na zlevněné vstupné či bezplatný vstup. Údajná vyhláška z roku 2006 o zvýšení vstupného do Tiských stěn, o níž psalo regionální vydání MF Dnes, se na webu obce Tisá se v seznamu obecně závazných vyhlášek obce nenachází. Roční příjem obce ze vstupného činí přes 800 tisíc Kč. V letech 2007 a 2008 byl obecní příjem ze vstupného do skal vždy 1,2 milionu korun, v roce 2009 a 2010 pokaždé jeden milion Kč. Výdaje obce v souvislosti se skalami, včetně mezd pokladních, v roce 2007 činily 390 tisíc Kč, v roce 2008 jen 287 tisíc Kč a v roce 2009 541 tisíc, v roce 2010 230 tisíc – většina z příjmů ze vstupného se používá v obci, například na dotace místním sportovním organizacím.
Obec Tisá má pozemky od Lesů České republiky pronajaté za nájem kolem 70 tisíc ročně. Podle Ústeckého deníku má obec pronajatý jen úzký pruh masivu od pokladny vpravo a masiv malých Tiských stěn od pokladny vlevo, zatímco převážná část zpoplatněné naučné stezky a celé vnitřní velké Tiské stěny a v podstatě i vnitřní malé i obě pokladny leží mimo pronajaté území. Obec skály udržuje a zřídila zde naučnou stezku. Podle informace MF Dnes zde přitom není žádný záchod, nejsou zde lavičky ani zastřešená odpočívadla ani žádné podobné zázemí pro turisty. Informační tabule o skalách nevybudovala obec, ale správa CHKO Labské pískovce, starostka však tvrdí, že obec na tyto tabule přispěla a že zde rovněž zajišťuje odvoz odpadků, což ani není zahrnuto v nákladech na údržbu skal.
Ministerstvo vnitra na základě stížnosti horolezce Milana Hejkrlíka a po projednání s ministerstvem životního prostředí v roce 2010 obci v rámci metodického jednání doporučilo usnesení zrušit (podle MF Dnes vyzvalo obec ke zrušení údajné vyhlášky), protože podle jeho názoru je v rozporu s principem veřejné přístupnosti krajiny podle Zákona o ochraně přírody a krajiny a překračuje pravomoci obce. Zastupitelstvo obce vstupné zrušit odmítlo a podle MF Dnes zastává názor, že právo přístupu do krajiny je podmíněno respektováním zájmů vlastníka či nájemce pozemku a obecně závazných právních předpisů.
Ministerstvo může zahájit dozorový proces, jehož dopadem by bylo pozastavení výkonu těchto usnesení a podání správní žaloby Krajskému soudu v Ústí nad Labem. Ministerstvo vnitra rozhodlo, že vybírání vstupného je v rozporu s § 63 zákona o ochraně přírody a krajiny, a nařídilo obci do 15. března 2011 (do 60 dnů od doručení rozhodnutí) vstupné zrušit, jinak ministerstvo podá návrh na zrušení soudu. Podle iDnes.cz na stejný problém ministerstvo upozornilo i obce Teplice nad Metují a Adršpach, podle Ústeckého deníku v Teplicích nad Metují se nevybírá vstupné na základě usnesení zastupitelstva a nespadá tedy pod dozorovou působnost ministerstva vnitra, zatímco Adršpach po upozornění ministerstvem vstupné zrušil. V březnu 2011 zastupitelstvo obce Tisá zrušilo sporné „vyhlášky“ (ve skutečnosti usnesení) č. 475 a 476 z roku 2006, podle kterých obec vstupné vybírala, a zároveň přijala nové usnesení, podle nějž poplatek v dosavadní výši bude od 1. dubna 2011 příspěvkem na údržbu značených cest a naučné stezky.

## Okolí
V blízkosti Tiských stěn se nalézá množství dalších turisticky atraktivních lokalit, mezi jinými se jedná o vesnici Sněžník, vesnici Ostrov, rozhlednu na hoře Děčínský Sněžník (723 m n. m.), největší stolové hoře České republiky. Na vrcholu Vysokého Sněžníku najdeme hotel a kamennou vyhlídkovou věž z roku 1864, zřejmě nejkrásnější rozhlednu severních Čech. Turistický průvodce ji popisuje následovně: „Kamenná vyhlídková věž Děčínského Sněžníku vystavěná z pískovcových kvádrů je skutečnou krajinnou dominantou a umožňuje vynikající rozhled po okolních krásách Čech i Saska. Rozhledna na Děčínském Sněžníku je pohodlně přístupná po asfaltové silnici.“
Pískovcové skalní útvary najdeme nejen v Tisé, ale také poblíž obcí Libouchec a Rájec. Místní skalní věže jsou vynikajícím terénem pro horolezce a jsou často vyhledávány i zahraničními turisty.

## Galerie

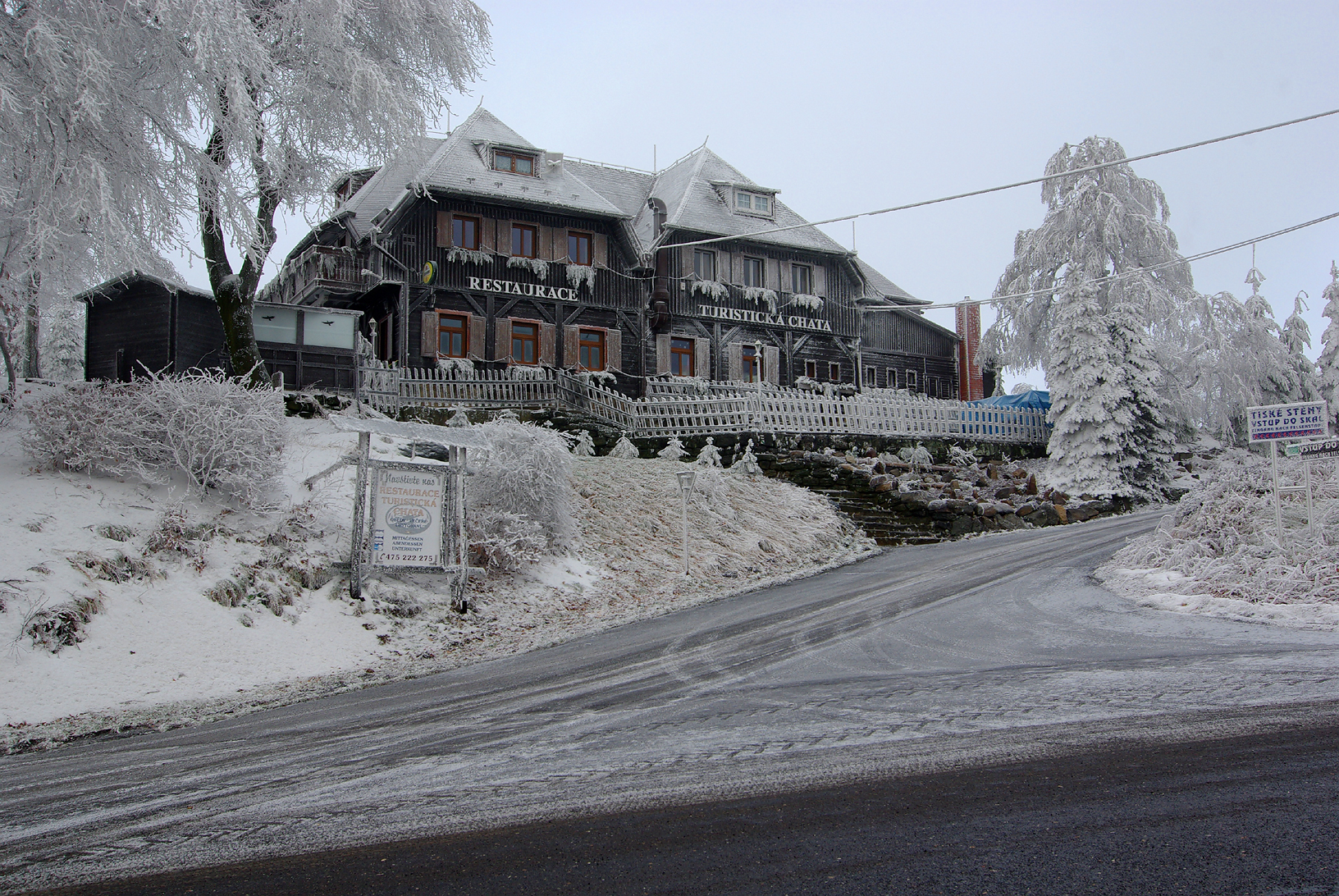
Turistická chata, jeden ze vstupů do Velkých stěn
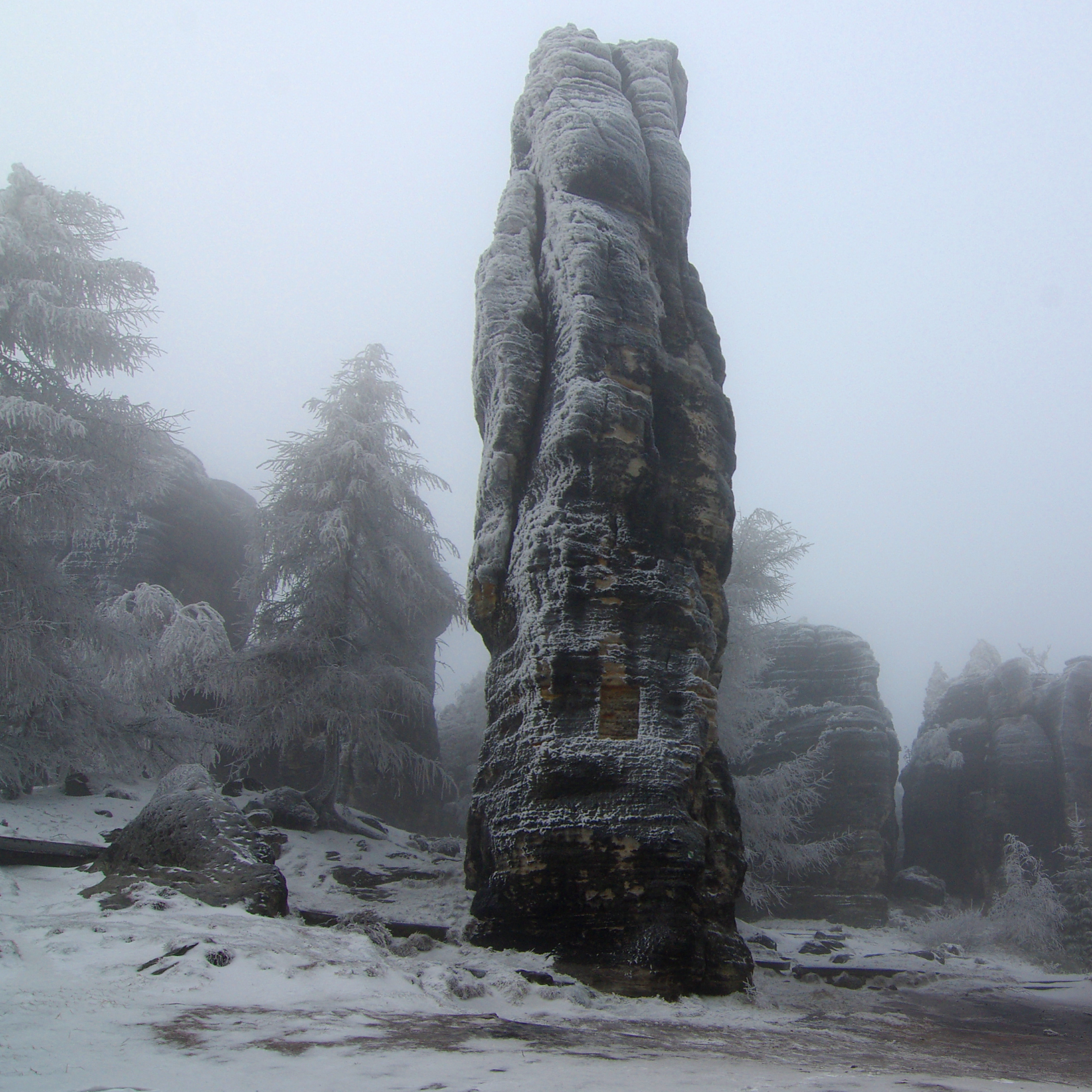
Malé stěny, skalní útvar Janusova hlava
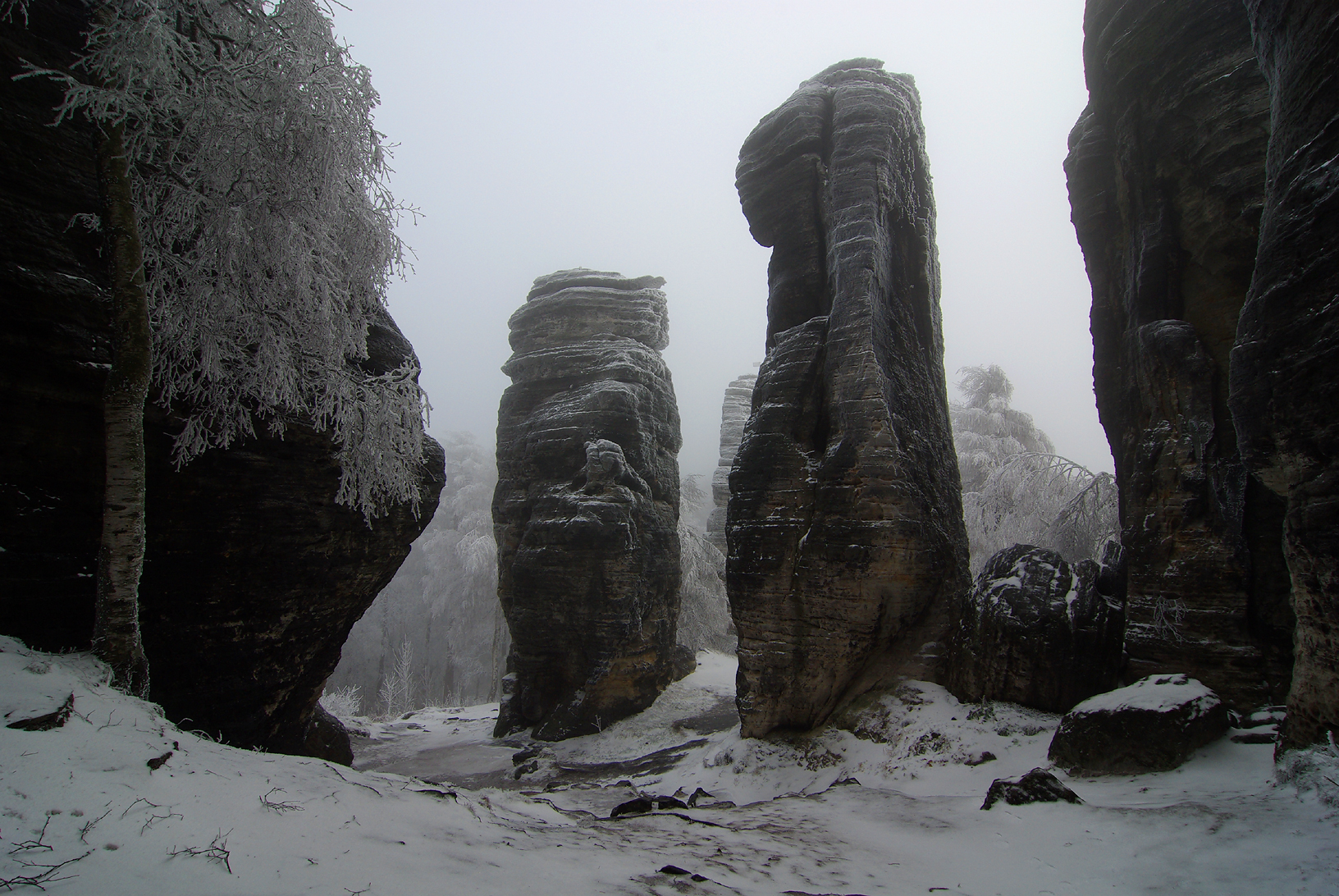
Část Malých stěn
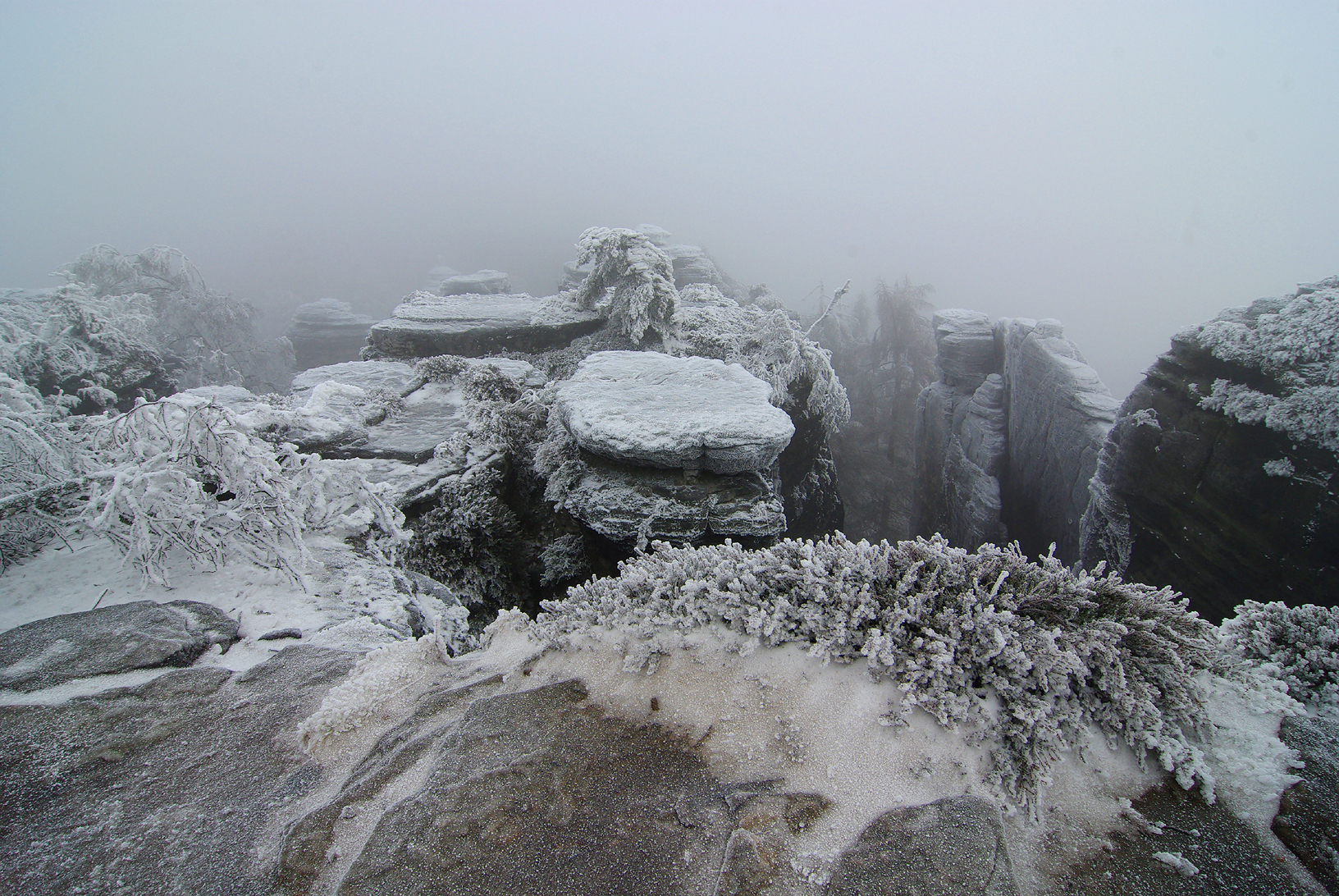
Malé stěny, u Západní vyhlídky